# NGC 2614
NGC 2614 في الفهرس العام الجديد، هي مجرة، تقع في كوكبة الدب الأكبر. اكتشفت في 1 ديسمبر 1863 بواسطة هاينريش لويس دريست.

## روابط خارجية
- NGC 2614 على موقع ويكي سكاي: DSS2, SDSS, GALEX, IRAS, Hydrogen α, X-Ray, Astrophoto, Sky Map, Articles and images